# Koukoue
Koukoue est un village de la Région du Littoral du Cameroun, situé dans la commune d'Édéa Ier. Il est situé à 10 km d'Edéa, sur la route qui lie Edéa à Kribi.

## Population et développement
En 1967, la population de Koukoue était de 336 habitants. La population de Koukoue était de 497 habitants dont 248 hommes et 249 femmes, lors du recensement de 2005. Elle est essentiellement composée de Bakoko. 